# Ayoub El Addad
Ayoub El Addad (en arabe : أيوب العداد), né le 1er juin 1992 à Agadir (Maroc), est un joueur de futsal international marocain.

## Biographie

### Carrière en club
Ayoub El Addad naît à Agadir et grandit dans le quartier Massira dans sa ville natale. Dès son plus jeune âge, il s'intéresse au football à onze et s'inspire du FC Barcelone et de Dani Alves qui évolue dans le même poste de latéral droit qu'El Addad, qui est inscrit à l'âge de 11 ans dans le club amateur du Najah Souss. Dans le club amateur, le joueur est intégré avec les espoirs lors d'un tournoi du Ramadan. Il gravit les échelons jusqu'à l'équipe première, parvenant à finir vice-champion du Maroc au niveau régional.
Plus tard, en 2012, il s'engage à l'AS Faucon d'Agadir qui évolue en Futsal D1. Dans ce club, il hérite du no 8 et est rejoint par la suite par des internationaux en sélection comme Ismail Amazal ou encore Abdelkrim Anbia. Lors de la saison 2021-2022, il remporte pour la première fois la Coupe du Maroc après une victoire de 6-2 face au CL Ksar El Kebir au Complexe sportif Moulay-Abdallah de Rabat, match auquel il est l'auteur d'un but,.

### Carrière internationale
En juillet 2016, il reçoit sa première convocation de Hicham Dguig pour participer à un stage d'entraînement de l'équipe du Maroc. À la fin de ce stage d'entraînement Ayoub El Addad fait ses débuts internationaux le 25 juillet 2016 contre l'Égypte en match amical à la Salle Al Inbiat d'Agadir (victoire, 4-3). Un mois plus tard, en août, il est rappelé pour un autre match amical contre le Portugal à Lisbonne au Stade de Luz (défaite, 4-3),.  Ces matchs amicaux entrent dans le cadre des préparations à la Coupe du monde 2016 en Colombie, à laquelle Ayoub El Addad ne prend finalement pas part.
Ayoub El Addad est rappelé deux ans plus tard, figurant sur la liste des joueurs qui prennent part au Tournoi international de Changshu en Chine. N'étant pas entré en jeu, les Marocains atteignent la finale de ce tournoi après une défaite face au Mexique.
Le joueur fait son retour en juin 2023, pour préparer la Coupe arabe des nations à laquelle il ne prend finalement pas part. En août 2023, il est rappelé pour une double confrontation contre la Roumanie et en septembre, une autre double confrontation contre l'Argentine,. À la suite de la première victoire marocaine contre les Argentins (7-0), il déclare en interview : « Nous avons gagné l'Argentine qui est cinquième dans le Classement mondial de futsal et qui a gagné la Coupe du monde 2016. Cela prouve que le niveau du futsal local progresse. ». Un troisième match amical joué contre le Danemark s'est résulté en un score de 8-1, toujours sans minutes d'El Addad.

## Style de jeu
Le joueur se décrit comme étant un joueur évoluant dans un poste de meneur de jeu défensif, mettant en avant ses compétences techniques et son ambidextrie, tout en reconnaissant sa vitesse comme un point d’amélioration.

## Statistiques

### En sélection
Le tableau suivant liste les rencontres de l'équipe du Maroc auxquelles Ayoub El Addad a pris part depuis le 25 juillet 2016 :

## Palmarès
Ayoub El Addad remporte son premier titre majeur en 2022 avec la Coupe du Maroc,. Au niveau international, il atteint la finale du Tournoi international de Changshu en 2018.
| AS Faucon d'Agadir (1)                       | Équipe du Maroc (1)                                                                                              |
| -------------------------------------------- | --- |
| - Coupe du Trône (1) : - Vainqueur : 2021-22 | - Tournoi international de Changshu - Finaliste : 2018 - Tournoi international de Croatie (1) - Vainqueur : 2023 |